# Renato Scarpa
Renato Scarpa (Milano, 14 settembre 1939 – Roma, 30 dicembre 2021) è stato un attore italiano.

## Biografia
Esordì sul grande schermo alla fine degli anni sessanta, imponendosi come caratterista di ottimo livello. Attore prediletto di registi come Luciano De Crescenzo, Maurizio Nichetti, Massimo Troisi e altri, oltre a vantare una lunga filmografia lavorò in numerose serie televisive. Fu il severo padre Corazza nel grottesco Nel nome del padre (1972) di Marco Bellocchio, l'inflessibile padre domenicano Alberto Tragagliolo nel Giordano Bruno di Giuliano Montaldo (1973), l'inquietante professor Verdegast in Suspiria (1977) di Dario Argento, l'ipocondriaco Sergio in Un sacco bello (1980) di Carlo Verdone, il complessato e goffo Robertino in Ricomincio da tre (1981) di Massimo Troisi, il direttore dell'ufficio postale superiore e amico del protagonista Mario (Massimo Troisi) ne Il postino (1994) di Michael Radford, il prete in Ad ovest di Paperino (1982) di Alessandro Benvenuti, il dottor Cazzaniga in Così parlò Bellavista (1984) e in Il mistero di Bellavista (1985), entrambi di Luciano De Crescenzo, e Spartaco in Laggiù nella giungla (1988) di Stefano Reali.

Renato Scarpa nel film Il mistero di Bellavista (1985)

Interpretò inoltre il padre apprensivo del protagonista nel divertente Stefano Quantestorie (1993) di Maurizio Nichetti, il compìto preside nel drammatico La stanza del figlio (2001) di Nanni Moretti, il bancario con problemi gastroenterologici nella commedia culinaria partenopea Ribelli per caso (2001) di Vincenzo Terracciano, il cardinal decano Gregori nel film Habemus Papam di Nanni Moretti (2011) e l'anziano picchiato durante l'assalto alla scuola Diaz in Diaz - Non pulire questo sangue di Daniele Vicari, realizzato nel decennale della contestazione al G8 di Genova del 2001. Dagli anni ottanta alternò con successo gli impegni cinematografici a quelli televisivi. Nel 2012 gli venne assegnato dal comune di Orta di Atella il premio Fabulae Atellanae per il cinema.
È morto per cause naturali, il 30 dicembre 2021 nella sua casa di Roma, all'età di 82 anni.

## Filmografia

### Cinema

Renato Scarpa (a destra), insieme a Luciano De Crescenzo in un fotogramma del film Così parlò Bellavista (1984)

- Sotto il segno dello scorpione, regia di Paolo e Vittorio Taviani (1969)
- I cannibali, regia di Liliana Cavani (1970)
- Nel nome del padre, regia di Marco Bellocchio (1972)
- San Michele aveva un gallo, regia di Paolo e Vittorio Taviani (1973)
- A Venezia... un dicembre rosso shocking (Don't Look Now), regia di Nicolas Roeg (1973)
- Giordano Bruno, regia di Giuliano Montaldo (1973)
- Delitto d'amore, regia di Luigi Comencini (1974)
- La poliziotta, regia di Steno (1974)
- E cominciò il viaggio nella vertigine, regia di Toni De Gregorio (1974)
- Anno uno, regia di Roberto Rossellini (1974)
- Piedone a Hong Kong, regia di Steno (1975) (come Roberto Scarpa)
- I giorni della chimera, regia di Franco Corona (1975)
- Il Messia, regia di Roberto Rossellini (1975)
- Colpita da improvviso benessere, regia di Franco Giraldi (1976)
- Suspiria, regia di Dario Argento (1977)
- Standard, regia di Stefano Petruzzellis (1977)
- Un borghese piccolo piccolo, regia di Mario Monicelli (1977)
- Il mostro, regia di Luigi Zampa (1977)
- Al di là del bene e del male, regia di Liliana Cavani (1977)
- Il giocattolo, regia di Giuliano Montaldo (1979)
- Un sacco bello, regia di Carlo Verdone (1980)
- Uomini e no, regia di Valentino Orsini (1980)
- Bionda fragola, regia di Mino Bellei (1980)
- Occhio alla penna, regia di Michele Lupo (1981)
- Ricomincio da tre, regia di Massimo Troisi (1981)
- Ad ovest di Paperino, regia di Alessandro Benvenuti (1981)
- Grog, regia di Francesco Laudadio (1982)
- Sesso e volentieri, regia di Dino Risi (1982)
- Spaghetti House, regia di Giulio Paradisi (1982)
- Vado a vivere da solo, regia di Marco Risi (1982)
- Ladies & Gentlemen, regia di Tonino Pulci (1984)
- Così parlò Bellavista, regia di Luciano De Crescenzo (1984)
- Benvenuta, regia di André Delvaux (1984)
- Fatto su misura, regia di Francesco Laudadio (1985)
- A me mi piace, regia di Enrico Montesano (1985)
- Il mistero di Bellavista, regia di Luciano De Crescenzo (1985)
- L'estate sta finendo, regia di Bruno Cortini (1987)
- Via Montenapoleone, regia di Carlo Vanzina (1987)
- Giulia e Giulia, regia di Peter Del Monte (1987)
- Laggiù nella giungla, regia di Stefano Reali (1987)
- 32 dicembre, episodio La gialla farfalla, regia di Luciano De Crescenzo (1988)
- Una casa a Roma, regia di Bruno Cortini (1988)
- Ladri di saponette, regia di Maurizio Nichetti (1989)
- Tracce di vita amorosa, regia di Peter Dal Monte (1990)
- Volere volare, regia di Maurizio Nichetti (1991)
- Il giornalino di Gian Burrasca, regia di Stelio Passacantando (1991)
- I segreti professionali del dr. Apfelglück (Les secrets professionnels du Dr Apfelglück), regia di Alessandro Capone (1991)
- Ordinaria sopravvivenza, regia di Giovanni Leacche (1991)
- La riffa, regia di Francesco Laudadio (1991)
- Gli extra..., regia di Francisco José Fernández (1992)
- Stefano Quantestorie, regia di Maurizio Nichetti (1993)
- Un'anima divisa in due, regia di Silvio Soldini (1993)
- Sud (film 1993), regia di Gabriele Salvatores (1993)
- Fade out (Dissolvenza al nero), regia di Mario Chiari (1994)
- Only You - Amore a prima vista (Only You), regia di Norman Jewison (1994)
- Il postino, regia di Michael Radford (1994)
- Trinità & Bambino... e adesso tocca a noi!, regia di Enzo Barboni (1995)
- Croce e delizia, regia di Luciano De Crescenzo (1995)
- Roseanna's Grave, regia di Paul Weiland (1997)
- Il cavaliere di Lagardère (Le Bossu), regia di Philippe de Broca (1997)
- A casa di Irma, regia di Alberto Bader (1999)
- Il talento di Mr. Ripley (The Talented Mr. Ripley), regia di Anthony Minghella (1999)
- Tobia al caffè, regia di Gianfranco Mingozzi (2000)
- La stanza del figlio, regia di Nanni Moretti (2001)
- Honolulu Baby, regia di Maurizio Nichetti (2001)
- Ravanello pallido, regia di Gianni Costantino (2001)
- Azzurro, regia di Denis Rabaglia (2001)
- Ribelli per caso, regia di Vincenzo Terracciano (2001)
- L'aria – cortometraggio (2005)
- Incidenti, regia di Miloje Popovic, Alos Ramon Sanchez, Toni Trupia (2005)
- Un amore su misura, regia di Renato Pozzetto (2006)
- Marcello Marcello, regia di Denis Rabaglia (2008)
- Palestrina princeps musicae, regia di Georg Brintrup (2009)
- The Tourist, regia di Florian Henckel von Donnersmarck (2010)
- Habemus Papam, regia di Nanni Moretti (2011)
- Diaz - Don't Clean Up This Blood, regia di Daniele Vicari (2012)
- Viva la libertà, regia di Roberto Andò (2013)
- Mia madre, regia di Nanni Moretti (2015)
- Cain, regia di Marco Filiberti (2015)
- Rosa, regia di Alessio Di Cosimo –cortometraggio (2015)
- Il racconto dei racconti - Tale of Tales, regia di Matteo Garrone (2015)
- La notte del professore, regia di Giovanni Battista Origo – cortometraggio (2016)
- Tommaso, regia di Kim Rossi Stuart (2016)
- Sweet Democracy, regia di Michele Diomà (2016)
- Le verità, regia di Giuseppe Alessio Nuzzo (2017)
- Manuel, regia di Dario Albertini (2018)
- Una storia senza nome, regia di Roberto Andò (2018)
- Nevermind, regia di Eros Puglielli (2018)
- Domani è un altro giorno, regia di Simone Spada (2019)
- I due papi (The Two Popes), regia di Fernando Meirelles (2019)
- Per tutta la vita, regia di Paolo Costella (2021)

### Televisione
- Aggressione nella notte (Asalto nocturno) di Alfonso Sastre, prosa, regia di Pino Passalacqua, trasmessa il 19 dicembre 1975.
- Spia - Il caso Philby, regia di Gian Pietro Calasso – miniserie TV (1977)
- Chiunque tu sia – serie TV (1977)
- Luigi Ganna detective – serie TV (1979)
- Poco a poco, regia di Alberto Sironi – miniserie TV (1980)
- Cuore, regia di Luigi Comencini – miniserie TV (1984)
- Buio nella valle, regia di Giuseppe Fina – miniserie TV (1984)
- Aeroporto internazionale – serie TV (1985)
- Cronaca nera, regia di Faliero Rosati – film TV (1992)
- Errore fatale, regia di Filippo De Luigi – film TV (1992)
- Don Fumino – serie TV (1993)
- Amico mio – serie TV, episodio 1x07 (1993)
- Noi siamo angeli – serie TV (1997)
- Il conte di Montecristo, regia di Josée Dayan – miniserie TV (1998)
- Il commissario Montalbano – serie TV, episodio 1x01 (1999)
- Ester (Esther), regia di Raffaele Mertes – film TV (1999)
- Senza confini, regia di Fabrizio Costa – miniserie TV (2001)
- Suor Pascalina - Nel cuore della fede, regia di Marcus O. Rosenmüller – film TV (2012)
- Questo nostro amore – serie TV (2012)
- Trilussa - Storia d'amore e di poesia, regia di Lodovico Gasparini – film TV (2013)
- L'ultimo papa re, regia di Luca Manfredi – miniserie TV (2013)
- La rete di Santini, regia di Georg Brintrup – film TV (2014)
- Rocco Schiavone – serie TV, episodio 3x02 (2019)

## Doppiaggio
- John Steiner in Action (1980)

## Doppiatori
- Manlio De Angelis in Piedone a Hong Kong
- Renato Cortesi in Un borghese piccolo piccolo
- Cesare Barbetti in Benvenuta
- Gianfranco Bellini in Laggiù nella giungla

## Riconoscimenti
- David di Donatello
  - 2012 – Candidatura al miglior attore non protagonista per Habemus Papam

- Ciak d'oro
  - 1989 – Candidatura al miglior attore non protagonista per Ladri di saponette
  - 1993 – Candidatura al miglior attore non protagonista per Stefano Quantestorie